# El tigre de Esnapur
El tigre de Esnapur  (Der Tiger von Eschnapur) es una película dramática de aventuras alemana de 1959 dirigida por Fritz Lang. Es la primera de dos películas que abarcan la que ha llegado a ser conocida como la ''Epopeya India'' de Fritz Lang; la otra es La tumba india (Das indische Grabmal). 
Fritz Lang volvió a Alemania para dirigir estas películas, las cuales narran la historia de un arquitecto alemán, el maharajá indio para el cual está construyendo un templo y la bailarina euroasiática que se interpone entre ellos.

## Argumento
El arquitecto Harold Berger viaja a India, contratado por Maharajá Chandra para construir escuelas y hospitales. Mientras viaja para ver al maharajá, Berger conoce a Seetha, una bailarina del templo que también ha sido invitada al palacio. En el camino, él le salva la vida cuando su caravana es atacada por un tigre devorador de hombres.
Los dos rápidamente comienzan a enamorarse. Durante una de sus conversaciones, Seetha toca una canción que recuerda que cantaba su padre. Berger la reconoce como una vieja canción irlandesa. Debido a este recuerdo y las características de su rostro, deduce que su padre podría ser europeo. Seetha apenas recuerda a su padre, ya que él la dejó cuando era muy pequeña, pero sospecha que esto es cierto. Independientemente de esto, todavía se siente como una mujer india en el fondo.
Mientras examina los cimientos del palacio para las reparaciones, Berger descubre una serie de túneles subterráneos desolados. Allí, ve las celdas donde las personas enfermas de lepra son recluidas en condiciones infrahumanas. Este descubrimiento le hace replantearse la aparente bondad de Chandra. Berger también encuentra un túnel secreto que conduce al templo donde Seetha baila para una ceremonia religiosa. La danza de Seetha, sin darse cuenta, hace que el maharajá se enamore de ella. Como su esposa murió años antes, Chandra ahora planea casarse con Seetha. Trata a la bailarina con amabilidad, con la esperanza de ganarse su afecto. Sin embargo, Seetha solo tiene ojos para el arquitecto. Si bien no se ve obligada a ser la esposa de Chandra, Seetha cree que no es prudente rechazar los deseos del gobernante. Su sentido del deber hacia él se ve exacerbado cuando él la salva de ser agredida sexualmente por un grupo que se rebela contra el maharajá. Esto lleva a la tensión entre Chandra y Berger. Mientras tanto, intrigantes cortesanos, incluido el hermano mayor del maharajá, creen que el posible matrimonio de Chandra con la bailarina podría convertirse en un pretexto para derrocar su reinado.
Usando el túnel secreto, Berger escapa con Seetha al desierto, justo antes de que su hermana y su esposo, un arquitecto que trabaja con él, lleguen a Esnapur. Chandra les informa que ahora quiere que se construya una tumba antes de que pueda comenzar cualquier trabajo adicional en los edificios encargados previamente. Después de descubrir que Seetha y Berger han escapado, Chandra emite una orden para que maten a Berger, y Seetha regresó con vida para ser enterrado en la tumba después de su finalización. Después de que sus caballos expiran, la pareja queda varada en el desierto cuando comienza una tormenta de arena.
La historia continúa en la película secuela, La tumba india.

## Reparto
| - Debra Paget como Seetha - Paul Hubschmid como Harold Berger - Walter Reyer como Chandra - Claus Holm como Dr. Walter Rhode - Luciana Paluzzi como Baharani - Valéry Inkijinoff como Yama | - Sabine Bethmann como Irene Rhode - René Deltgen como Príncipe Ramigani - Jochen Brockmann como Padhu - Richard Lauffen como Browana - Jochen Blume como Asagara | - Helmut Hildebrand como sirviente de Ramigani - Guido Celano como General Dagh (no acreditado) - Victor Francen como Penitente (no acreditado) - Panos Papadopulos como Mensajero (no acreditado) - Angela Portaluri como paisana (no acreditado) |

## Contexto
La Epopeya India de Lang está basada en el trabajo que había hecho cuarenta años antes en una versión muda de Das indische Grabmal. Él y Thea von Harbou habían escrito el guion, basado en la novela de von Harbou del mismo nombre. Lang iba a dirigirlo, pero se le retiró del trabajo y se le encargó a Joe May. Estrenada en 1921, tenía un metraje de 3 horas y media. A pesar de que Lang no controló su forma final, esa primera versión es una de sus más reverenciadas películas. 
Fritz Lang regresó de Estados Unidos en 1957 y recibió una oferta del productor Artur Brauner para rehacer La tumba india de 1921. 
La trama de la nueva película tiene poco en común con el clásico de 1921. El director Fritz Lang estaba particularmente molesto por el sentimentalismo inherente al guion de Werner Jörg Lüddecke, por lo que lo cambió de muchas maneras para adaptarlo a él. A Lang, por otro lado, le gustó la oportunidad de representar la arquitectura.
La película se mostró por primera vez en la televisión alemana el 25 de diciembre de 1970 en ARD. Para la nueva versión, Lang dividió la historia en dos partes de unos 100 minutos cada una, una duración que los espectadores modernos podían aceptar de manera más fácil.
En la versión teatral alemana, Debra Paget, que proviene de Estados Unidos, fue doblada por Rosemarie Fendel , mientras que Paul Wagner prestó su voz al nacido en Rusia Valéry Inkijinoff.

## Producción
Las tomas en exteriores se rodaron entre octubre y noviembre de 1958 en el estado indio de Rayastán, incluso en el Palacio del Lago de Udaipur, con un elenco predominantemente alemán. Lang pudo obtener el permiso del Maharana de Udaipur para filmar en muchos lugares que normalmente estaban prohibidos para los equipos de filmación occidentales. Uno de estos fue el Palacio del Lago flotante visto mucho más tarde en Octopussy.
Los interiores se rodaron en los Spandau Studios de Berlín con decorados diseñados por los directores artísticos Helmut Nentwig y Willy Schatz.